# Nicolás Vázquez
Nicolás Diego Vázquez (Buenos Aires, 12 giugno 1977) è un attore, conduttore televisivo e regista teatrale argentino.

## Carriera
Inizia la sua carriera con 5 Amigos, dove interpreta Lolo dal 1997 al 2003. Poi continua con diversi programmi come R.R.D.T. (1997), Como vos & yo (1998), Verano del '98 nel 1998/2000 e interpreta Lisandro. Il suo esordio nel cinema è stato nel ruolo di Willy, nel film El buen destino del 2005. Nello stesso anno, prende parte alla sua prima opera di teatro, Locura de familia. Nel 2006 doppia nella versione spagnola di Cars - Motori ruggenti Rayo McQueen. Nel 2007 e 2008 recita nella telenovela Teen Angels nel ruolo del protagonista Nicolás Bauer, dove prende parte anche alla colonna sonora TeenAngels 1, con quattro canzoni:  Dos ojos e Te amaré por siempre in duetto con Emilia Attias, Todo puede ser mejor e Tu cielo, da solista,. nella seconda colonna sonora TeenAngels 2 interpreta tre canzoni: Señas tuyas  e Río de besos con Emilia Attias e Alguien da solista. Riprende il ruolo anche negli adattamenti teatrali. Nel 2009 gli era stato proposto il ruolo di Isidoro in Isidoro Cañones, ma alla fine la serie fu cancellata. Nel 2011 è tra i protagonisti della telenovela Los únicos, nel ruolo di Ruben. Nel 2013 recita nella telenovela Solamente vos, dove interpreta un marinaio.

## Vita privata
Dal 2000 ha avuto una relazione con l'attrice Mercedes Funes, conosciuta sul set nella telenovela Calientes, con cui il 22 aprile 2006 si è spostato, ma divorziarono il 15 agosto 2007.
Dal 2007 ha una relazione con l'attrice Gimena Accardi, conosciuta sul set della telenovela Teen Angels. L'11 giugno 2013, è stato reso noto che la coppia ha subito un aborto spontaneo. Il 7 dicembre 2016, i due si sono sposati dopo 9 anni di fidanzamento. La coppia si separa nel 2025.
Il 16 dicembre 2016 si è ritrovato a vivere il lutto per la morte di suo fratello minore Santiago a 26 anni.

## Filmografia

### Cinema
- El buen destino, regia Leonor Benedetto (2005)
- Papá por un día, regia Raúl Rodríguez Peila (2009)
- El destino del Lukong, regia di Gonzalo Roldán (2011)
- Por un puñado de pelos, regia di Néstor Montalbano (2012)
- Kryptonita, regia di Nicanor Loreti (2015)
- Socios por accidente 2, regia di Nicanor Loreti e Fabián Forte (2015)
- La última fiesta, regia di Nicolás Silbert e Lalo Marck (2016)

### Televisione
- 5 Amigos – serial TV (1997-2003)
- R.R.D.T. – serial TV (1997)
- Como vos & yo – serial TV (1998)
- Verano del '98 – serial TV (1998-2000)
- Trillizos, ¡dijo la partera! – serial TV (1999)
- Calientes – serial TV (2000)
- Ilusiones – serial TV (2000)
- Son amores – serial TV (2002-2003)
- Los pensionados – serial TV (2004)
- ¿Quién es el jefe? – serial TV (2005)
- Alma pirata – serial TV (2006)
- Teen Angels (Casi Ángeles) – serial TV (2007-2010)
- Showmatch – programma TV (2010)
- Los únicos – serial TV (2011-2012)
- Solamente vos – serial TV (2013)
- Mis amigos de siempre – serial TV (2013)
- Milagros en campaña – serial TV (2015)
- Rizhoma Hotel – serial TV (2018)
- El host – serie TV (2018-2019)
- Chueco en linea – serie TV (2019)

### Programmi televisivi
- Al limite (Canale 13, 2010) – Partecipazione in uno sketch
- Nickelodeon Kids' Choice Awards Argentina (Nickelodeon, 2011) – Conduttore
- Cómo anillo al dedo (2016)  – Conduttore
- Bailando por un sueño (Canale 13, 2016) – Partecipazione in uno sketch
- Un sol para los chicos (2019) – Conduttore
- Susana Giménez: Pequeños gigantes (Telefe, 2019) – Giudice invitato

### Doppiaggio
- Rayo McQueen in Cars - Motori ruggenti (2006)
- Paddington in Paddington 2 (2018)[18]

## Videografia
- 2007 – Casi Ángeles - Voy por más
- 2007 – Casi Ángeles - Dos Ojos
- 2008 – Casi Ángeles - Señas tuyas
- 2011 – Carlos Baute - Tu cuerpo bailando en mi cuerpo
- 2014 – Axel - Afinidad

## Discografia

### Colonne sonore
- 2007 – TeenAngels 1
- 2008 – TeenAngels 2

## Teatro
- Locura de familia (2005)
- Mutando (2005)
- Mutando, reanimado (2006)
- Casi Ángeles (2007-2008)
- Rumores (2010)
- Sinvergüenzas (2010)
- Los únicos (2011)
- Stravaganza tango (2013-2014)
- El otro lado de la cama (2016-2018)
- Una semana nada más (2019-2021)
- Tootsie (2023-2024)

Regista teatrale
- El canasto (2016)
- Tootsie (2023-2024)

## Riconoscimenti
- Premio Clarín
  - 2002 – Candidatura al miglior nuova attore per Son amores
- Premio Martín Fierro
  - 2006 – Candidatura all'attore protagonista di commedia per ¿Quién es el jefe?
  - 2008 – Candidatura all'attore protagonista di commedia per Teen Angels[19]
- Estrella de Mar
  - 2010 – Miglior partecipazione maschile di reparto per Rumores[20]
  - 2017 – Miglior interpretazione da protagonista in una commedia/commedia musicale per El otro lado de la cama
- Nickelodeon Kids' Choice Awards Argentina
  - 2014 – Candidatura all'attore preferito per Mis amigos de siempre
- Premio Martín Fierro Digital
  - 2018 – Candidatura al rey de redes

## Doppiatori italiani
Nelle versioni in italiano delle opere in cui ha recitato, Nicolás Vázquez è stato doppiato da:
- Alberto Bognanni in Teen Angels[21]